# Calliaspis umbonata
Calliaspis umbonata es un coleóptero de la familia Chrysomelidae.
Fue descrita científicamente por primera vez en 1956 por Hincks.